# Gladstone Park (park i Kanada)
Gladstone Park är en park i Kanada.   Den ligger i provinsen British Columbia, i den södra delen av landet, 3 200 km väster om huvudstaden Ottawa. Gladstone Park ligger 1 770 meter över havet.
Terrängen runt Gladstone Park är kuperad åt nordväst, men åt sydost är den bergig. Trakten runt Gladstone Park är nära nog obefolkad, med mindre än två invånare per kvadratkilometer.. Det finns inga samhällen i närheten.
I omgivningarna runt Gladstone Park växer i huvudsak barrskog.